# 3 Monocerotis
3 Monocerotis (3 Mon) es una estrella en la constelación de Monoceros, el unicornio, de magnitud aparente +4,94.
De acuerdo a la nueva reducción de datos del satélite Hipparcos, el paralaje corregido de 3 Monocerotis es de 4,20 ± 0,56 milisegundos de arco, lo que la sitúa a una distancia aproximada de 769 años luz (236 pársecs) respecto al sistema solar.

## Características
3 Monocerotis es una gigante azul de tipo B5III.
Tiene una temperatura efectiva de 16.258 ± 213 K y su luminosidad bolométrica es 1858 veces mayor que la luminosidad solar.
Su radio, calculado de forma indirecta, es 4,5 veces más grande que el del Sol.
Gira sobre sí misma con una velocidad de rotación proyectada —límite inferior de la misma— entre 45 y 60 km/s.
Aunque es una estrella masiva de 5,85 masas solares, su masa queda claramente por debajo del límite a partir del cual las estrellas finalizan su vida explosionando como supernovas.
3 Monocerotis tiene una compañera estelar de magnitud +8,25 cuya separación visual con ella es de 1,99 segundos de arco.
La separación real entre ellas es de al menos 470 UA.